# Giovanni Malalas
Giovanni Malalas (in greco antico: Ἰωάννης Μαλάλας?, Iōánnēs Malálas; Antiochia di Siria, 491 circa – 578) è stato uno storico siro.

## Biografia
Nacque ad Antiochia di Siria, dove trascorse la maggior parte della sua vita. Il nome Malalas (o Malala o Malela), dal siriaco malâlâ, «retore», ne rivela l'origine. Probabilmente all'inizio del regno di Giustiniano, si trasferì a Costantinopoli. Così almeno sembrerebbe fare intuire l'ultimo libro a noi rimasto della sua Cronografia incentrato sul regno di Giustiniano. Tuttavia, non tutti i filologi sono concordi nell'attribuirlo a lui, dal momento che le posizioni monofisite di Malalas poco si conciliano con l'assoluta ortodossia espressa in esso.
Della Cronografia (Χρονογραφία) il cui inizio e fine sono perduti, restano 18 libri. Anche se originariamente essa doveva iniziare dalla creazione dell'uomo, allo stato attuale, il primo argomento ad essere trattato sono le origini mitiche dell'Egitto; si conclude con la spedizione in Africa di Marciano, nipote di Giustiniano.
Ad esclusione del periodo di Giustiniano e dei suoi immediati predecessori, anni per i quali fornisce particolari ignoti alle altre fonti, l'opera non ha grande valore storico. Non soltanto contiene anacronismi, ripetizioni e molti errori grossolani, ma, in uno stile semplice e popolare, indulge spesso sul meraviglioso e il fantastico, concentrandosi su fatti e personaggi curiosi - ma interessanti per un pubblico di bassa cultura - e tralasciando invece eventi storici di portata più ampia. L'importanza del testo risiede piuttosto nell'essere la prima vera testimonianza del genere storiografico popolare della cronaca, che molta fortuna avrà a Bisanzio, almeno fino al IX secolo.
A dispetto delle numerose fonti citate, probabilmente Malalas non possedeva una grande documentazione scritta (a parte quella conservata negli archivi della città di Antiochia). Inoltre è possibile che le sue fonti fossero derivate da altre cronache perdute. Malalas stesso, però, fu tenuto in grande considerazione dai suoi contemporanei e dagli autori successivi, tanto da diventare egli stesso una fonte autorevole per essi. Della Cronografia, inoltre, fu fatta una traduzione anche in slavo, ora perduta, che costituì la base per ulteriori cronache slave; ne fu fatta anche una versione georgiana. Nonostante la sua straordinaria popolarità, l'opera è tramandata da un solo manoscritto, il Baroccianus 182 (XI secolo), ora alla Biblioteca Bodleiana di Oxford, per giunta in forma di compendio.
L'editio princeps fu curata da Edmund Chilmead (Oxford, 1691), ed era provvista di una traduzione latina, un commento, un trattato ad opera di H. Hody, e una lettera da R. Bentley a J. Mill.